# Нагороди ФІФА для найкращих 2022
6-та церемонія вручення нагород премії «The Best FIFA Football Awards»

27 лютого 2023
 Париж, Франція
Ведучі: Саманта Джонсон і Джермейн Дженас
Найкращий футболіст світу: 
 Ліонель Мессі
Найкраща футболістка світу: 
  Алексія Путельяс
Найкращий воротар світу: 
 Еміліано Мартінес
Найкраща воротарка світу: 
 Мері Ерпс
Найкращий тренер світу: 
 Ліонель Скалоні
Найкращий тренер жіночих команд світу: 
 Саріна Вігман
Нагорода імені Ференца Пушкаша: 
 Марцін Олекси
< 2021 Церемонії вручення 2023 >
Нагороди ФІФА для найкращих 2022 (англ. The Best FIFA Football Awards 2022) — шоста щорічна церемонія вручення нагороди найкращим футболістам і тренерам, яка вручається керівним органом ФІФА. Відбулася 27 лютого 2023 року в Парижі, Франція.

## Переможці та номінанти

### Найкращий футболіст світу
12 січня 2023 року було обрано чотирнадцять гравців. Трьох фіналістів було оголошено 10 лютого 2023 року.
Ліонель Мессі виграв нагороду, набравши 52 бали.
Критеріями відбору найкращих гравців року серед чоловіків були відповідні досягнення за період з 8 серпня 2021 року по 18 грудня 2022 року.
| Ранг           | Гравець              | Клуб                                   | Національність | Голоси    |
| Фіналісти      | Фіналісти            | Фіналісти                              | Фіналісти      | Фіналісти |
| -------------- | -------------------- | -------------------------------------- | -------------- | --------- |
| 1              | Ліонель Мессі        | Парі Сен-Жермен                        | Аргентина      | 52        |
| 2              | Кіліан Мбаппе        | Парі Сен-Жермен                        | Франція        | 44        |
| 3              | Карім Бензема        | Реал Мадрид                            | Франція        | 34        |
| Інші кандидати |                      |                                        |                |           |
| 4              | Лука Модрич          | Реал Мадрид                            | Хорватія       | 28        |
| 5              | Ерлінг Браут Голанн  | - Боруссія (Дортмунд) - Манчестер Сіті | Норвегія       | 24        |
| 6              | Садіо Мане           | - Ліверпуль - Баварія (Мюнхен)         | Сенегал        | 19        |
| 7              | Хуліан Альварес      | - Рівер Плейт - Манчестер Сіті         | Аргентина      | 17        |
| 8              | Ашраф Хакімі         | Парі Сен-Жермен                        | Марокко        | 15        |
| 9              | Неймар               | Парі Сен-Жермен                        | Бразилія       | 13        |
| 10             | Кевін Де Брейне      | Манчестер Сіті                         | Бельгія        | 10        |
| 11             | Вінісіус Жуніор      | Реал Мадрид                            | Бразилія       | 10        |
| 12             | Роберт Левандовський | - Баварія (Мюнхен) - Барселона         | Польща         | 7         |
| 13             | Джуд Беллінгем       | Боруссія (Дортмунд)                    | Англія         | 3         |
| 14             | Мохаммед Салах       | Ліверпуль                              | Єгипет         | 2         |

### Найкращий воротар світу
12 січня 2023 року було обрано п'ятьох гравців. Трьох фіналістів було оголошено 8 лютого 2023 року.
Еміліано Мартінес отримав нагороду з 26 балами..

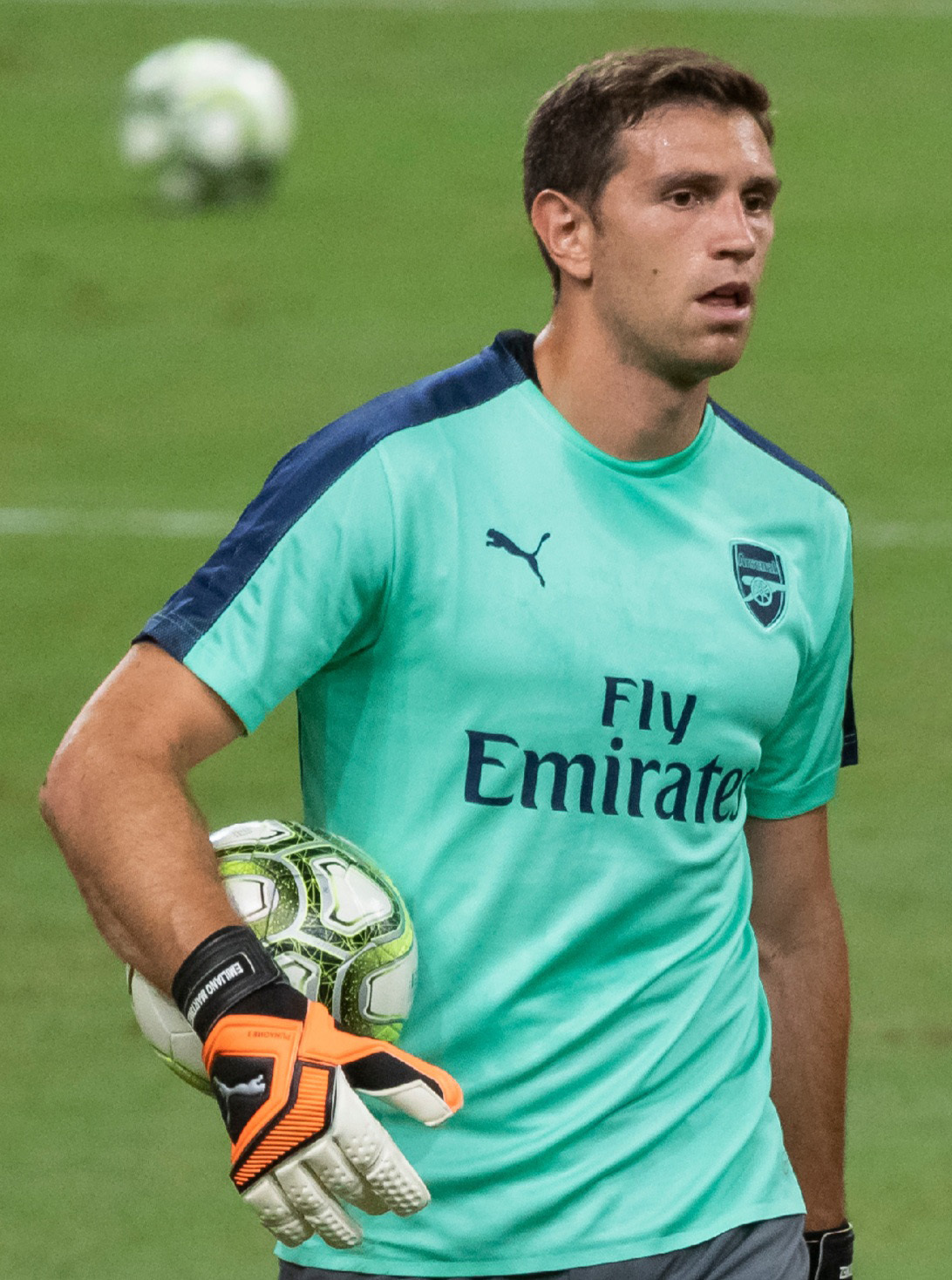
Еміліано Мартінес

| Ранг           | Воротар           | Клуб           | Національність | Очки      |
| Фіналісти      | Фіналісти         | Фіналісти      | Фіналісти      | Фіналісти |
| -------------- | ----------------- | -------------- | -------------- | --------- |
| 1              | Еміліано Мартінес | Астон Вілла    | Аргентина      | 26        |
| 2              | Тібо Куртуа       | Реал Мадрид    | Бельгія        | 20        |
| 3              | Яссін Буну        | Севілья        | Марокко        | 14        |
| Інші кандидати |                   |                |                |           |
| 4              | Аліссон           | Ліверпуль      | Бразилія       | 8         |
| 5              | Едерсон           | Манчестер Сіті | Бразилія       | 4         |

### Найкращий тренер світу
12 січня 2023 року було обрано п'ятьох тренерів. Трьох фіналістів було оголошено 9 лютого 2023 року.
Ліонель Скалоні виграв нагороду, набравши 28 очок.

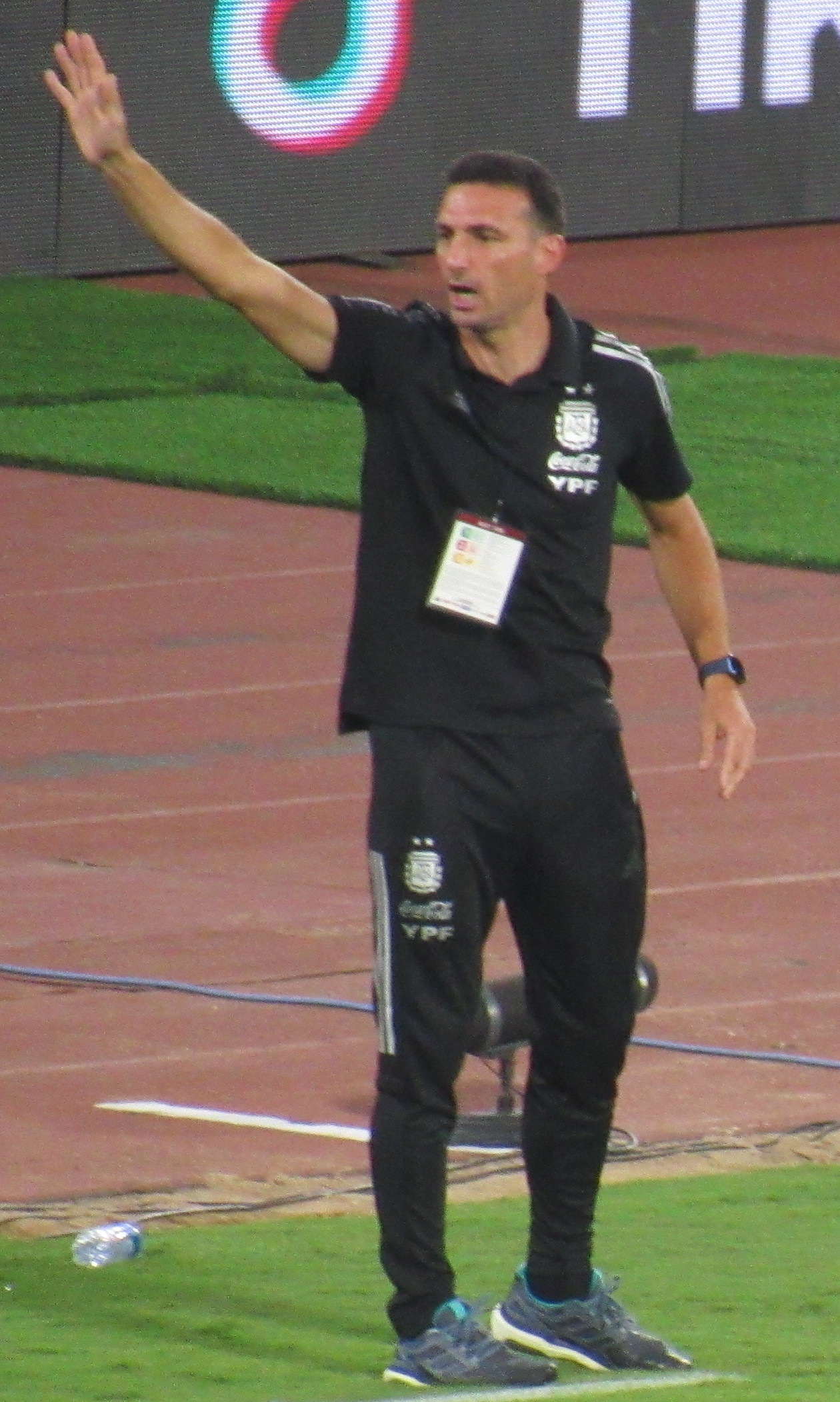
Ліонель Скалоні

| Ранг           | Тренер          | Команда           | Голоси    |           |
| Фіналісти      | Фіналісти       | Фіналісти         | Фіналісти | Фіналісти |
| -------------- | --------------- | ----------------- | --------- | --------- |
| 1              | Ліонель Скалоні | Аргентина         | 28        |           |
| 2              | Карло Анчелотті | Реал Мадрид       | 17        |           |
| 3              | Жузеп Гвардіола | Манчестер Сіті    | 12        |           |
| Інші кандидати |                 |                   |           |           |
| 4              | Валід Реґраґі   | - Відад - Марокко | 10        |           |
| 5              | Дідьє Дешам     | Франція           | 5         |           |

### Найкраща футболістка світу
12 січня 2023 року спочатку було обрано 14 гравчинь. Трьох фіналісток було оголошено 10 лютого 2023 року.
Алексія Путельяс виграла нагороду, набравши 50 очок і здобувши другу перемога поспіль.
Критеріями відбору найкращих футболісток року були відповідні досягнення за період з 7 серпня 2021 року по 31 липня 2022 року.
| №               | Гравець          | Клуб                             | Національність | Голоси     |
| Фіналістки      | Фіналістки       | Фіналістки                       | Фіналістки     | Фіналістки |
| --------------- | ---------------- | -------------------------------- | -------------- | ---------- |
| 1               | Алексія Путельяс | Барселона                        | Іспанія        | 50         |
| 2               | Алекс Морган     | - Орландо Прайд - Сан-Дієго Вейв | США            | 37         |
| 3               | Бет Мід          | Арсенал                          | Англія         | 37         |
| Інші кандидатки |                  |                                  |                |            |
| 4               | Сем Керр         | Челсі                            | Австралія      | 34         |
| 5               | Айтана Бонматі   | Барселона                        | Іспанія        | 29         |
| 6               | Дебінья          | Норт-Кароліна Кураж              | Бразилія       | 25         |
| 7               | Александра Попп  | Вольфсбург                       | Німеччина      | 17         |
| 8               | Лія Вільямсон    | Арсенал                          | Англія         | 17         |
| 9               | Ада Геґерберґ    | Олімпік Ліон                     | Норвегія       | 13         |
| 10              | Венді Ренар      | Олімпік Ліон                     | Франція        | 9          |
| 11              | Лена Обердорф    | Вольфсбург                       | Німеччина      | 4          |
| 12              | Вівіанне Мідема  | Арсенал                          | Нідерланди     | 2          |
| 13              | Кіра Волш        | - Манчестер Сіті - Барселона     | Англія         | 0          |
| 14              | Джессі Флемінг   | Челсі                            | Канада         | 0          |

### Найкраща воротарка світу
12 січня 2023 року спочатку було обрано шість гравчинь. Трьох фіналісток було оголошено 8 лютого 2023 року.
Мері Ерпс виграла нагороду, набравши 26 очок..

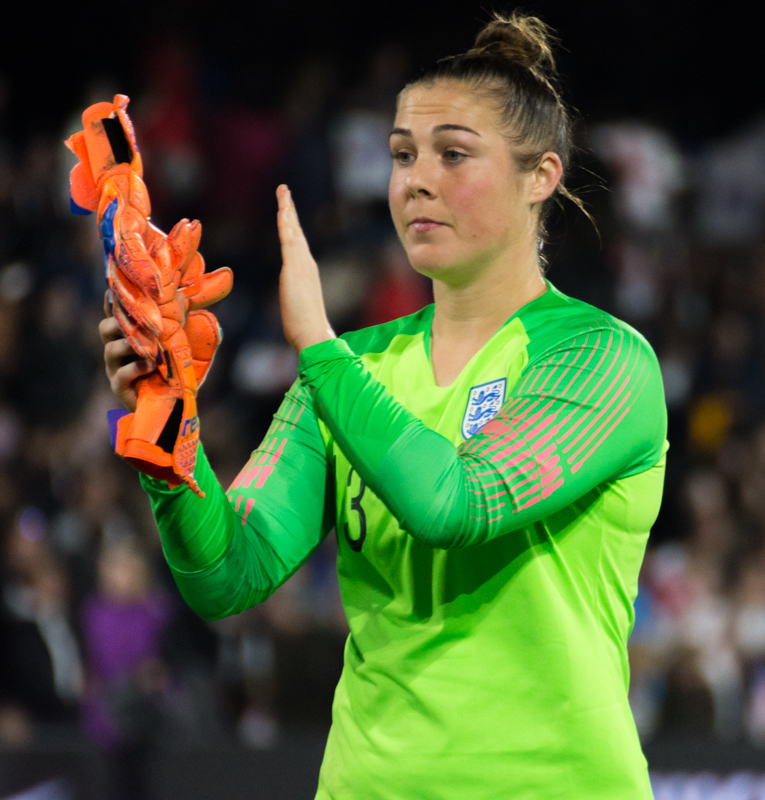
Мері Ерпс

| №               | Гравець           | Клуб                                | Національність | Очки       |
| Фіналістки      | Фіналістки        | Фіналістки                          | Фіналістки     | Фіналістки |
| --------------- | ----------------- | ----------------------------------- | -------------- | ---------- |
| 1               | Мері Ерпс         | Манчестер Юнайтед                   | Англія         | 26         |
| 2               | Крістіане Ендлер  | Олімпік Ліон                        | Чилі           | 22         |
| 3               | Анн-Катрін Бергер | Челсі                               | Німеччина      | 10         |
| Інші кандидатки |                   |                                     |                |            |
| 4               | Сандра Паньйос    | Барселона                           | Іспанія        | 7          |
| 5               | Мерле Фромс       | - Айнтрахт (Франкфурт) - Вольфсбург | Німеччина      | 5          |
| 6               | Алісса Нагер      | Чикаго Ред Старз                    | США            | 3          |

### Найкращий тренер жіночих команд світу
12 січня 2023 року спочатку було обрано шість тренерів. Трьох фіналістів було оголошено 9 лютого 2023 року.
Саріна Вігман здобула нагороду, набравши 28 очок.

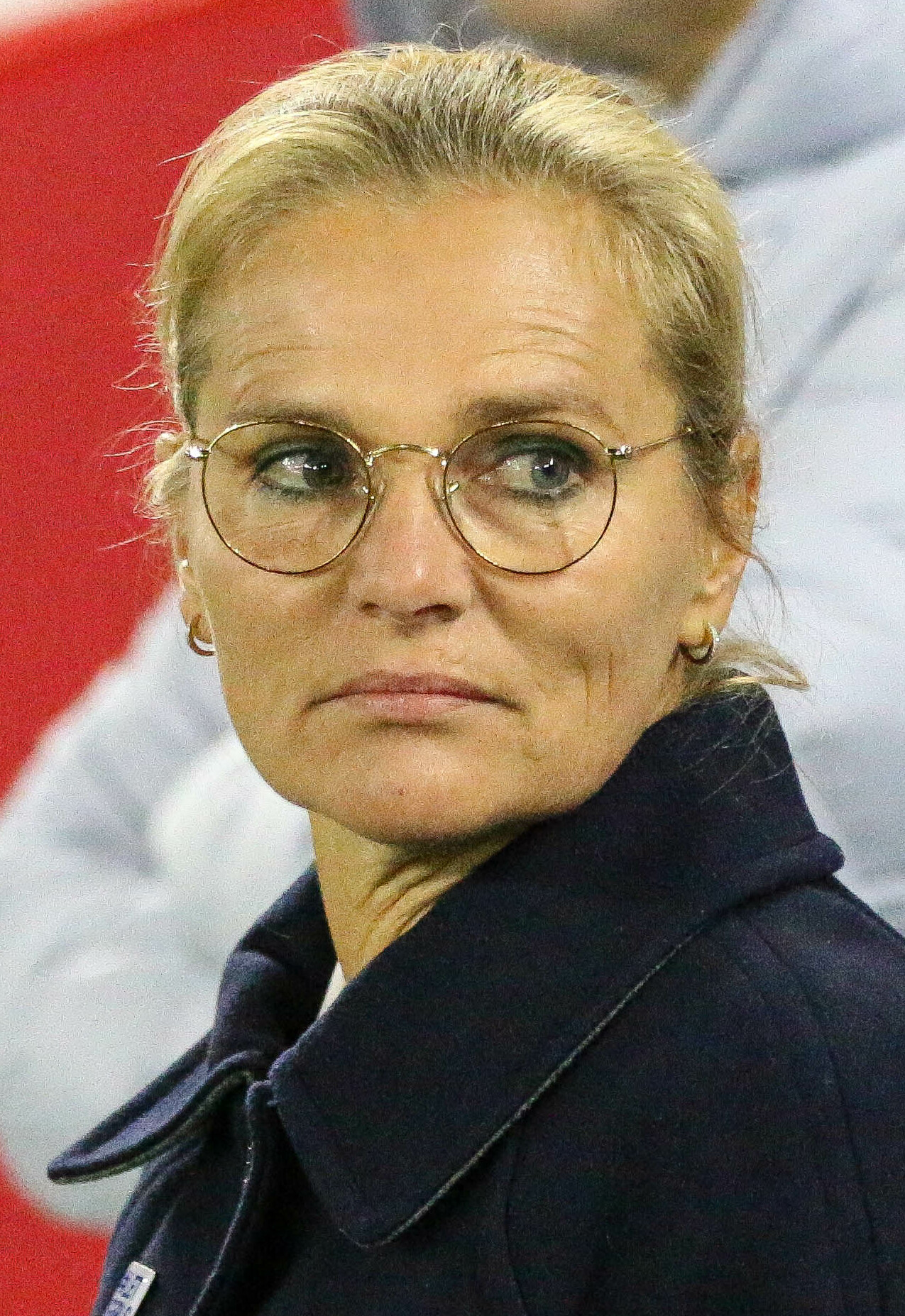
Саріна Вігман

| №              | Тренер                  | Команда      | Голоси    |           |
| Фіналісти      | Фіналісти               | Фіналісти    | Фіналісти | Фіналісти |
| -------------- | ----------------------- | ------------ | --------- | --------- |
| 1              | Саріна Вігман           | Англія       | 28        |           |
| 2              | Соня Бомпастор          | Олімпік Ліон | 18        |           |
| 3              | Піа Сундхаге            | Бразилія     | 10        |           |
| Інші кандидати |                         |              |           |           |
| 4              | Емма Гейс               | Челсі        | 10        |           |
| 5              | Мартіна Восс-Текленбург | Німеччина    | 6         |           |
| 6              | Бев Прістман            | Канада       | 0         |           |

### Нагорода імені Ференца Пушкаша
The eleven players initially shortlisted for the award were announced on 12 January 2023. The three finalists were revealed on 10 February 2023.
Marcin Oleksy won the award with 21 scoring points.
| Місце          | Гравець                    | Матч                                | Змагання                        | Дата              | Очко      |
| Фіналісти      | Фіналісти                  | Фіналісти                           | Фіналісти                       | Фіналісти         | Фіналісти |
| -------------- | -------------------------- | ----------------------------------- | ------------------------------- | ----------------- | --------- |
| 1              | Марцін Олекси              | Варта (Познань) — Сталь (Ряшів)     | 2022 PZU Amp Futbol Ekstraklasa | 6 листопада 2022  | 21        |
| 2              | Дімітрі Паєт               | Олімпік (Марсель) — ПАОК            | Ліга конференцій УЄФА 2021/22   | 7 квітня 2022     | 20        |
| 3              | Рішарлісон                 | Бразилія — Сербія                   | Чемпіонат світу 2022            | 24 листопада 2022 | 17        |
| Інші кандидати |                            |                                     |                                 |                   |           |
| Без місця      | Маріо Балотеллі            | Адана Демірспор — Гьозтепе          | Чемпіонат Туреччини 2021/22     | 22 May 2022       | N/A       |
| Без місця      | Франсіско Гонсалес Метіллі | Росаріо Сентраль — Сентраль Кордова | Аргентинська Прімера 2022       | 1 серпня 2022     | N/A       |
| Без місця      | Амандін Анрі               | Барселона — Олімпік Ліон            | Жіноча ліга чемпіонів 2021/22   | 21 травня 2022    | N/A       |
| Без місця      | Тео Ернандес               | Мілан — Аталанта                    | Серія A 2021/22                 | 15 травня 2022    | N/A       |
| Без місця      | Алу Куол                   | Ірак U-23 — Австралія U-23          | Молодіжний чемпіонат Азії 2022  | 4 червня 2022     | N/A       |
| Без місця      | Кіліан Мбаппе              | Аргентина — Франція                 | Чемпіонат світу 2022            | 18 грудня 2022    | N/A       |
| Без місця      | Сальма Паральюело          | Барселона — Вільярреал              | Жіноча Прімера 2021/22          | 2 квітня 2022     | N/A       |
| Без місця      | Алессіа Руссо              | Англія — Швеція                     | Жіноче Євро-2022                | 26 липня 2022     | N/A       |

### Нагорода вболівальників
Нагорода відзначає найкращі моменти чи жести вболівальників із серпня 2021 року до грудня 2022 року, незалежно від чемпіонату, статі чи національності. Шорт-лист був складений комісією експертів ФІФА.
Фани збірної Аргентини отримали нагороду, набравши понад 650 000 голосів.
| Місце     | Фанати            | Матч | Голоси    | %         |
| Номінанти | Номінанти         | Номінанти | Номінанти | Номінанти |
| --------- | ----------------- | --- | --------- | --------- |
| 1         | Аргентина (фани)  | За підтримку у поїздці до Катару, щоб підтримати свої команди в чемпіонаті світу 2022 року, а також мільйони вболівальників, які вітали команду вдома в Буенос-Айресі після перемоги на турнірі. | 656 253   | 41.88%    |
| 2         | Японія (фани)     | За прибирання стадіону після матчів своєї команди на чемпіонаті світу 2022 року. | 526 887   | 33.63%    |
| 3         | Абдулла Аль-Салмі | За проходження 1600 км через Аравійську пустелю від Джидди до Катару, щоб підтримати рідну країну на чемпіонаті світу 2022 року.                                                                 | 383 643   | 24.49%    |

### Премія за чесну гру Fair Play
| Переможець     | Команда      | Причина |
| -------------- | ------------ | --- |
| Лука Лочошвілі | Вольфсбергер | За порятунок життя Георга Тайгля, звільнивши дихальні шляхи захисника після того, як він проковтнув язик. Завдяки діям Лохошвілі Тайгль прийшов до тями, після чого йому надали допомогу в місцевій лікарні. |

### Спеціальна нагорода ФІФА
Додаткова нагорода була вручена посмертно на честь покійного Пеле , щоб відзначити його роль і внесок у футбольний спорт. Нагороду отримала дружина Пеле Марсія Аокі.
| Переможець | Причина                                                                              |
| ---------- | ------------------------------------------------------------------------------------ |
| Пеле       | Посмертно нагороджений як данина поваги та особливе визнання за його роль у футболі. |

### Збірна футболістів ФІФА
13 лютого 2023 року було оголошено короткий список із 26 гравців серед чоловіків. 27 лютого було оголошено одинадцятку переможців.
| Гравець             | Клуб                                   |
| Воротар             | Воротар                                |
| ------------------- | -------------------------------------- |
| Тібо Куртуа         | Реал Мадрид                            |
| Захисники           |                                        |
| Жуан Канселу        | - Манчестер Сіті - Баварія (Мюнхен)    |
| Вірджил ван Дейк    | Ліверпуль                              |
| Ашраф Хакімі        | Парі Сен-Жермен                        |
| Півзахисники        |                                        |
| Каземіро            | - Реал Мадрид - Манчестер Юнайтед      |
| Кевін Де Брейне     | Манчестер Сіті                         |
| Лука Модрич         | Реал Мадрид                            |
| Нападники           |                                        |
| Карім Бензема       | Реал Мадрид                            |
| Ерлінг Браут Голанн | - Боруссія (Дортмунд) - Манчестер Сіті |
| Кіліан Мбаппе       | Парі Сен-Жермен                        |
| Ліонель Мессі       | Парі Сен-Жермен                        |

### Збірна футболісток ФІФА
Короткий список із 23 гравців серед жінок було оголошено 13 лютого 2023 року.
27 лютого було оголошено одинадцятку переможців.
| Player           | Club(s)                          |
| Воротар          | Воротар                          |
| ---------------- | -------------------------------- |
| Крістіане Ендлер | Олімпік Ліон                     |
| Захисниці        |                                  |
| Люсі Бронз       | - Манчестер Сіті - Барселона     |
| Мапі Леон        | Барселона                        |
| Венді Ренар      | Олімпік Ліон                     |
| Лія Вільямсон    | Арсенал                          |
| Півзахисниці     |                                  |
| Лена Обердорф    | Вольфсбург                       |
| Алексія Путельяс | Барселона                        |
| Кіра Волш        | - Манчестер Сіті - Барселона     |
| Нападниці        |                                  |
| Сем Керр         | Челсі                            |
| Бет Мід          | Арсенал                          |
| Алекс Морган     | - Орландо Прайд - Сан-Дієго Вейв |